# Joesi Prokopetz

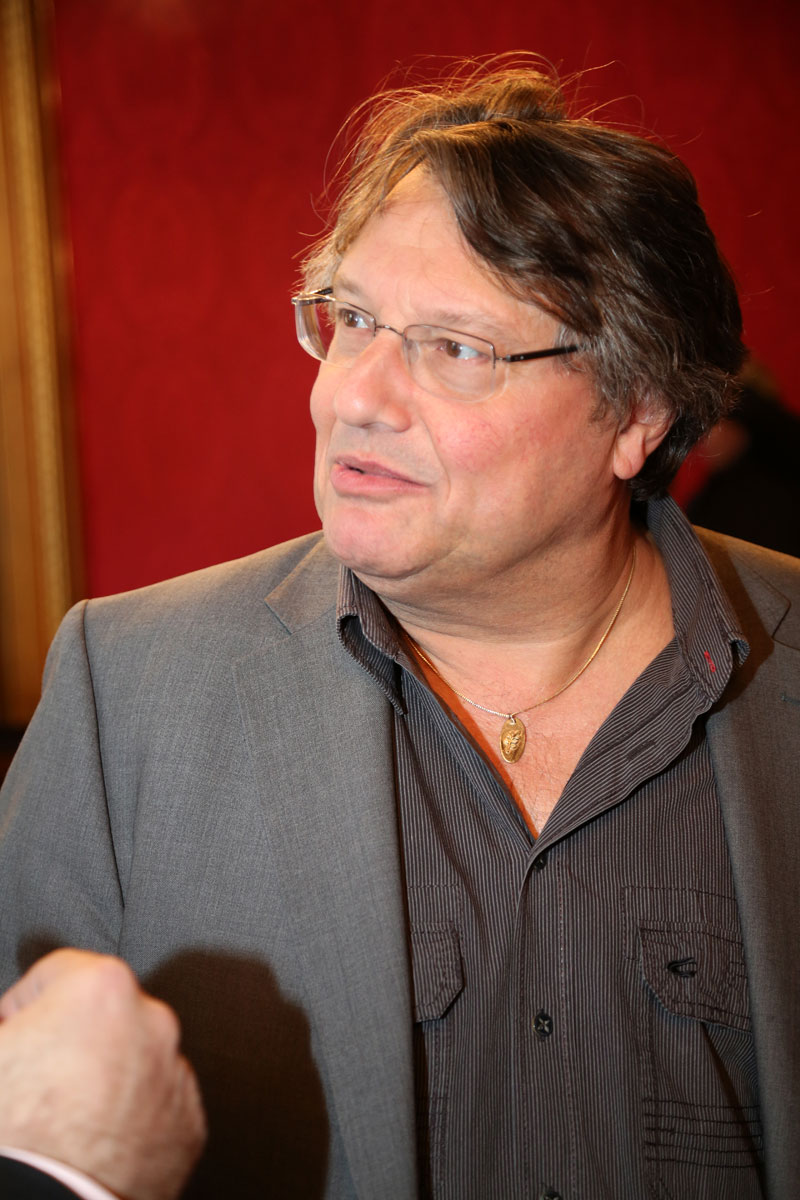
Joesi Prokopetz (2013)

Josef Prokopetz (genannt Joesi, ausgesprochen „Tschosi“; * 13. März 1952 in Wien) ist ein österreichischer Liedermacher, Musiker, Autor, Darsteller und Kabarettist.

## Leben
1969 begann Prokopetz die ersten Texte, noch im privaten Rahmen, zu schreiben. Mit 19 Jahren wurde er durch seinen Text für den Wolfgang-Ambros-Hit Da Hofa bekannt. Weitere Erfolge als Texter für Ambros wie zum Beispiel Es lebe der Zentralfriedhof folgten. Zusammen mit Ambros sowie Manfred Tauchen schrieb Prokopetz 1974 das Alpen-Drama Der Watzmann ruft, das als musikalisches Hörspiel sowie als Bühnenstück großen Erfolg hatte. 
Prokopetz war Mitbegründer, Musiker und Songwriter der NDW-Gruppe DÖF. Gemeinsam mit Manfred Tauchen, Annette Humpe und Inga Humpe hatte DÖF 1983 internationalen Erfolg mit dem Lied Codo … düse im Sauseschritt.
Mitte der 1980er-Jahre konnte Prokopetz für kurze Zeit auch als Solokünstler Erfolge verbuchen und erreichte 1986 mit Sind Sie Single? Platz eins der österreichischen Hitparade. Ein Jahr zuvor hatte er mit Na guat daunn net Platz 17 belegt.
Als Werbetexter kreierte er Anfang der 1980er-Jahre mit seinem Werbeunternehmen Der Plan Prokopetz & Dr. Martschitsch GesmbH (Konzept, Text und Artdirektion mit drei Mitarbeitern) den heute noch bekannten Werbeslogan „Lustig samma – Puntigamer“.
Mit Entschließung vom 18. Dezember 2008 wurde Prokopetz der österreichische Berufstitel „Professor“ verliehen.
Von 2015 bis 2021 war Prokopetz Intendant der Ybbsiade. Er folgte in dieser Funktion Alexander Goebel nach, der die Funktion ab 2013 innehatte. 2015 war er bei den Seefestspielen Mörbisch in der Operette Eine Nacht in Venedig zu sehen.

## Persönliches
Joesi Prokopetz war vier Mal verheiratet; darunter mit einer Burgschauspielerin, mit der er zwei erwachsene Kinder hat, sowie zuletzt mit einem Model. Dieser Ehe entstammt ein weiteres Kind.

## Auszeichnungen
- 2001: Ybbser Spaßvogel
- 2003: Goldenes Verdienstzeichen des Landes Wien
- 2008: Verleihung des Berufstitels „Professor“
- 2009: Salzburger Stier

## Publikationen (Auswahl)
- 1993: Und ewig lockt der Mann: von Maria bis Magdalena, J und V, Wien 1993, ISBN 978-3-224-17682-9.
- 2007: Hose runter! Enthüllungen eines Kabarettisten, Molden, Wien 2007, ISBN 978-3-85485-199-8.
- 2012: So weit. So komisch. Ein Leben unter Österreichern, Amalthea, Wien 2012, ISBN 978-3-85002-799-1.
- 2014: Vorletzte Worte: Teil 1 – 4, Amalthea, Wien 2014, ISBN 978-3-85002-898-1.
- 2017: Kalte Füße in der Karibik: … eine Geschichte mit 3 Seitensprüngen, Edition Crystal World u. Edition Nordwald, Alt-Nagelberg 2017, ISBN 978-3-901287-20-6.
- 2018: Urlaubsgeschichten und Reisesachen, gemeinsam mit Fritz Schindlecker, Verlag Carl Ueberreuter, Wien 2018, ISBN 978-3-8000-7708-3.
- 2019: Alltag ist nicht ein Tag im All: Bekenntnisse eines Querulanten, Amalthea Signum, Wien 2019, ISBN 978-3-99050-164-1.
- 2022: Teufelskreuz. Servus Verlag, Elsbethen 2022, ISBN 978-3-7104-0329-3.
- 2023: Hofer. Edition a, Wien 2023, ISBN 978-3-99001-681-7.
- 2024: Der Frauenausborger: Ein Joesi Prokopetz Krimi, Servus, Elsbethen 2024, ISBN 978-3-7104-0344-6.

## Singles
- 1984: Parkverbot (... ich irre wieder durch die Stadt)
- 1985: Na guat daunn net
- 1985: Auf dich hab ich g’wart
- 1985: Guat is gangen ...
- 1986: Sind Sie Single?
- 1986: Erwachsen
- 1987: Lauter so Burschen wie mir
- 1987: Sie hat den Twist
- 1987: Flugzeug
- 1987: Tschau Bella!
- 1988: Der Trick mit dem Hüftknick
- 1989: Bitte sprechen Sie jetzt
- 1989: Keep Groovin’
- 1991: Sei imma höflich! (Danzer & Prokopetz)
- 1991: My Bony ... (Is Over The Ocean)
- 1991: Der Socken
- 1992: Bellaphon
- 1997: Soda-Citron
- 2006: I lod o do
- 2022: Da macht ma, da tuat ma[11]